# Silent wing
『Silent wing』（サイレント ウィング）は、2005年7月6日にLantisから発売された美郷あきの2作目のシングル。

## 解説
前作「君が空だった」から7ヶ月強ぶりのリリースとなる2005年1作目のシングル。表題曲はPS2ゲーム『舞-HiME 運命の系統樹』エンディングテーマ、カップリングのGoal to NEW WORLDは、『サンライズラヂオEX。』のテーマソングである。

## 収録曲
（全作詞：畑亜貴）
1. Silent wing [4:19] 
  - 作曲・編曲：宅見将典
2. Goal to NEW WORLD [4:18] 
  - 作曲・編曲：齋藤真也
3. Silent wing (off vocal)
4. Goal to NEW WORLD (off vocal)

## タイアップ
- PS2ゲーム『舞-HiME 運命の系統樹』エンディングテーマ（#1）
- インターネットラジオ『サンライズラヂオEX。』テーマソング（#2）